# Охан
Охан — река в России, протекает по территории Ханты-Мансийского и Кондинского районов Ханты-Мансийского автономного округа. Устье реки находится в 354 км от устья Большого Тапа по левому берегу. Длина реки — 62 км, площадь водосборного бассейна — 986 км². Река протекает в малонаселённой местности, вдали от населённых пунктов.

## Притоки
(указано расстояние от устья)
- 12 км: Нитльёган (пр)
- 50 км: Малый Охан (лв)

## Данные водного реестра
По данным государственного водного реестра России относится к Иртышскому бассейновому округу, водохозяйственный участок реки — Конда, речной подбассейн реки — Конда. Речной бассейн реки — Иртыш.
Код объекта в государственном водном реестре — 14010600112115300016610.